# Этнос
Э́тнос (греч. ἔθνος — народ) — группа людей, имеющая общее название и элементы культуры, обладающая мифом (версией) об общем происхождении и общей исторической памятью, ассоциирующая себя с особой территорией и обладающая чувством солидарности.
В советской и российской этнографии считался основным типом этнической общности. В русском языке также синонимом термина «этнос» с 1926 года оставалось и остаётся понятие «национальность». В научный оборот понятие «этнос» было введено в 1923 году русским учёным-эмигрантом С. М. Широкогоровым. В настоящее время в отечественной науке этот термин употребляется всё меньше, в связи с отходом от теорий этничности, созданных в советское время.

## Этничность
Этничность можно представить как форму общественной организации, состоящей из тех культурных характеристик, которые сами члены этнической общности считают для себя значимыми и которые лежат в основе их самосознания. К этим характеристикам относится одно или несколько общих самоназваний, представление об общем происхождении и, как следствие, наличие общей исторической памяти. При этом члены общности ассоциируют себя с особой географической территорией и им присуще чувство групповой солидарности.
Определение этничности строится также на основе культурной самоидентификации этнической общности по отношению к другим общностям (этническим, общественным, политическим), с которыми она находится в фундаментальных связях. Как правило, присутствует значительная разница между внутригрупповым и внешним представлением об этничности: для определения этнической общности присутствуют как объективные, так и субъективные критерии. В качестве таких критериев используются различия в антропологическом типе, географическом происхождении, хозяйственной специализации, религии, языке и даже чертах материальной культуры (пище, одежде и т. п.).

## Концепции и теории этноса

### Примордиализм
Данный подход предполагает, что этническая принадлежность человека является объективной данностью, имеющей свою основу в природе или в обществе. Поэтому этничность невозможно создать искусственно или навязать её. Этнос является общностью с реально существующими регистрируемыми признаками. Можно указать на признаки, по которым индивид принадлежит к данному этносу и по которым один этнос отличается от другого.
Однако в настоящее время этот подход подвергается критике. Так, В. Шнирельман пишет:

Приведу простой пример. В 1991 г. мне довелось проводить исследования среди индейцев-тлингитов на Аляске. По моим данным, уже во второй половине XX в. процент межэтнических браков у них достигал 60 %. Но это нисколько не размывало их самосознание — они продолжали считать себя тлингитами. Мне могут возразить, что это, мол, результат современных процессов. Но я побывал в семье, где женщина пожилых лет происходила из атапасков и, кстати, узнав, что я из России, продемонстрировала мне свое генеалогическое древо, составленное американским антропологом, где обнаруживалась и парочка русских (и это на уровне середины XIX в.). Сын этой женщины был женат на белой американке, а их дети были тлингитами.
Является ли все это результатом именно современности? Массовые материалы показывают, что в традиционных обществах были очень распространены обычаи адопции (то есть усыновление или удочерение, причем речь шла не только о детях, но и о взрослых). И родство там имело социальный, а не генеалогический, характер. Иными словами, чтобы стать членом клана, надо было пройти обряд инициации. Сегодня таким образом в члены племени нередко принимают белых американцев. Но в прошлом речь могла идти о представителях соседних племен (хайда и др.).

### Эволюционно-историческое направление
Сторонники этого направления рассматривают этносы как социальные сообщества, возникшие в результате исторического процесса.
Образование этносов часто связано с распадом государственных образований. Например, после монгольского нашествия Северная Русь оказалась под властью Золотой Орды, а остальные части Руси вошли в состав Великого княжества Литовского и Польского королевства. Это привело к разделению русского, белорусского и украинского народов. При этом определяющее значение имели именно государственные границы, а не языковой фактор. Так, согласно «Опыту диалектологической карты русского языка в Европе» (М., 1915) вся Смоленская губерния входила в зону диалектов белорусского языка, но бoльшая часть её жителей всегда считала себя русскими (великороссами), а не белорусами. Это связано с тем, что Смоленская земля уже в 1514 году вошла в состав Московского государства и с тех пор с небольшим перерывом в 1611—1654 годах находилась в пределах России.

### Дуалистическая теория этноса
Данная концепция была разработана сотрудниками Института этнографии АН СССР (ныне Институт этнологии и антропологии РАН) во главе с Ю. В. Бромлеем. Эта концепция предполагает существование этносов в двух смыслах:
- В узком смысле этнос получил название «этникос» и понимался как «исторически сложившаяся на территории устойчивая межпоколенная совокупность людей, обладающих не только общими чертами, но и относительно стабильными особенностями культуры (включая язык) и психики, а также сознанием своего единства и отличия от всех других подобных образований (самосознанием), фиксируемом в самоназвании (этнониме)»[8].

- В широком смысле был назван «этносоциальным организмом (ЭСО)» и понимался как этнос, существующий в пределах государства: «ЭСО — та часть соответствующего этникоса, которая размещена на компактной территории внутри одного политического (потестарного) образования и представляет, таким образом, определённую социально-экономическую целостность»[8].

### Социобиологическое направление
Данное направление предполагает существование этничности благодаря биологической сущности человека. Этническая принадлежность примордиальна, то есть изначально свойственна людям.

#### Теория Пьера ван ден Берге
Пьер ван ден Берге переносил на человеческое поведение отдельные положения этологии и зоопсихологии, то есть предполагал, что многие явления общественной жизни обусловливаются биологической стороной человеческой природы.
Этнос, согласно П. ван ден Берге, — это «расширенная родственная группа».
Существование этнических общностей ван ден Берге объясняет генетической предрасположенностью человека к родственному отбору (непотизму). Суть его заключается в том, что альтруистическое поведение (способность приносить себя в жертву) уменьшает шансы данной особи на передачу своих генов следующему поколению, но в то же время увеличивает возможность передачи его генов кровными родственниками (косвенная передача генов). Помогая родственникам выжить и передать свои гены следующему поколению, индивид тем самым способствует воспроизведению собственного генофонда. Поскольку такой тип поведения делает группу эволюционно более устойчивой, чем другие аналогичные группы, в которых альтруистическое поведение отсутствует, то «гены альтруизма» поддерживаются естественным отбором.

### Критика понятия «этнос»
Со второй половины 1960-х годов в социальной и культурной антропологии стали распространяться принципы социального конструктивизма. В исследованиях целого ряда учёных были подвергнуты критике традиционные подходы к трактовкам таких понятий, как «раса», «класс», «нация», «этнос», которые были охарактеризованы, как политические и интеллектуальные конструкции исследователей. В числе прочего вместо устаревших принципов примордиализма и эссенциализма в понимании природы этнических сообществ был предложен новый конструктивистский подход.
В рамках этого подхода представители направления социального конструктивизма, к числу которых в отечественной науке принадлежит, в частности, В. А. Тишков, отрицают само понятие «этнос» («Забыть о нации», 1999, «Реквием по этносу», 2003). Этносы расцениваются как фикция, «воображаемые общества», не существующие в реальности. Вместо понятия «этнос» В. А. Тишков предлагает распространённую в западной науке конструктивистскую концепцию «этничности», которая не имеет стабильных и обязательных признаков, может изменяться у индивида или у группы людей, а также может иметь множественный характер. По мнению Л. С. Клейна, в российском научном мире концепция В. А. Тишкова была принята небольшой частью учёных — против неё выступили не только многие этнографы, но и философы. В то же время отрицание понятия «этноса» было поддержано российской властью как «удобное идеологическое средство для борьбы с растущим национализмом, особенно с сепаратизмом национальных окраин». В свою очередь Л. С. Клейн считает, что критикуя примордиалистскую концепцию этноса, не следует устранять само понятие «этнос». Как и Ю. К. Чистов, он предлагает рассматривать этнос как понятие социальной психологии со стержневой объединяющей идеей общего происхождения (не обязательно верной), которая дополняется материальными признаками (язык, культура, религия и т. д.) по отдельности или в комплексе, индивидуально для каждого этноса.

## Этногенез
Основные условия возникновения этноса — общность территории и языка — впоследствии выступают в качестве её главных признаков. При этом этнос может формироваться и из разноязычных элементов, складываться и закрепляться на разных территориях в процессе миграций (цыгане и т. п.). От ранних дальних миграций «хомо сапиенс» из Африки и до современной глобализации всё большее значение приобретают этносы как культурно-языковые общности, свободно перемещающиеся на всей территории планеты.
Дополнительными условиями сложения этнической общности могут служить общность религии, близость компонентов этноса в расовом отношении или наличие значительных метисных (переходных) групп.
В ходе этногенеза, под влиянием особенностей хозяйственной деятельности в определённых природных условиях и других причин, формируются специфические для данного этноса черты материальной и духовной культуры, быта, групповых психологических характеристик. У членов этноса появляется общее самосознание, видное место в котором занимает представление об общности их происхождения. Внешним проявлением этого самосознания является наличие общего самоназвания — этнонима.
Сформировавшаяся этническая общность выступает как социальный организм, самовоспроизводящийся путём преимущественно этнически однородных браков и передачи новому поколению языка, культуры, традиций и т. п.

## Антропологическая классификация. Этнос и раса
Наука признаёт несовпадение расового и этнического деления человечества: члены одного этноса могут принадлежать как к одной, так и к разным расам (расовым типам) и, наоборот, представители одной расы (расового типа) могут принадлежать к разным этносам и т. д.
Довольно распространённым является заблуждение, выражающееся в смешении понятий «этнос» и «раса», и как итог употребляются ошибочные понятия, например такие, как «русская раса».
Отдельные этнические общности обычно включают разные антропологические типы. Например, русские из Ростовской области, большей частью черноволосые и темноглазые, заметно отличаются от русских из Архангельской области, в основном, русоволосых и голубоглазых.

## Этнос и язык
Как правило, каждый этнос говорит на одном языке. Однако довольно широко распространяется двуязычие (билингвизм), когда часть этноса или даже целый этнос постоянно пользуется двумя языками. Такое часто встречается в многонациональных государствах, где национальные меньшинства обычно используют как родной язык, так и язык наиболее многочисленного или доминирующего этноса.
Родной язык наиболее тесно связан с этническим происхождением и часто используется в статистике как объективный признак этноса. Однако нередко этническое происхождение человека и язык, который он считает родным, не совпадают. Малочисленные этнические группы, живущие в окружении других этносов, часто переходят на их язык.
Различия между разными языками и диалектами одного языка нередко являются достаточно условными. Этнологи в качестве основного их разграничителя считают факт существования того или иного этноса с утвердившимся самосознанием и самоназванием.

## Этнос и культура
Культура — дать универсальное, всеобъемлющее определение для этого понятия трудно и, пожалуй, даже невозможно. То же самое можно сказать и об «этнической культуре», поскольку она проявляется и реализуется различными способами и образом, поэтому её можно понимать и толковать по-разному.
Как известно, культура вообще имеет множество определений. Некоторые специалисты насчитывают их до нескольких сотен. Но все эти определения «укладываются», по сути, в несколько основных значений (аспектов), благодаря чему становятся более или менее обозримыми.
В изучении культуры существует несколько подходов:

1. ценностный (аксиологический — связь общечеловеческих ценностей);
2. символический (культура — система символов);
3. организационный;
4. деятельностный подход.

Выделенные аспекты культуры — аксиологический, символический, организационный, деятельностный — тесно взаимосвязаны, и представляются наиболее актуальными. Так, базовые представления о мире и верования этноса (символический аспект) реализуются и отражаются в укладе его жизни (организационный аспект). И в конечном итоге оформляются в определённую ценностно-нормативную систему — со своими приоритетами и своеобразными связями между отдельными ценностными ориентирами (аксиологический аспект), а образ жизни и система ценностей в свою очередь обусловливают форму поведения и способы деятельности членов этнической группы (деятельностный аспект).
Наконец, типичная форма поведения и способы деятельности служат подкреплением и опорой господствующим в этнической группе представлениям и верованиям (подобно тому, например, как систематическая молитва поддерживает в человеке веру, не даёт ей ослабеть и угаснуть).
Известно, что так называемая этничность — это прежде всего культура этноса, именно ею определяются «границы» этноса, отличия каждого из них от других.
Многочисленные исторические исследования учёных-этнологов из разных стран убеждают нас, что на протяжении всей человеческой истории (от первобытного состояния до наших дней) у людей существовала и существует потребность в знаниях не только о своей жизни, традициях и обычаях, но и о культуре окружающих народов. Наличие таких знаний позволяет сейчас легче ориентироваться в окружающем мире, надёжней и уверенней чувствовать себя в нём. Несколько тысячелетий продолжается накопление сведений и данных различного рода о многих народах мира, при этом уже в древности предпринимались попытки не ограничивать эти знания только простым изложением или описанием. Так, ещё в античную эпоху некоторые авторы предпринимали попытки привести многочисленные эмпирические материалы в систему, классифицировать различные народы на основе их хозяйственных и культурных признаков. Однако эти попытки носили в основном умозрительный характер и поэтому не достигали поставленных целей.

## Этнические и межэтнические общности

### Этническая общность
Этни́ческая о́бщность — устойчивая социальная группировка людей, исторически возникшая и обладающая общей этничностью. В российской науке различаются как по типам, свойственным мощным историческим периодам (племя, народность, нация), так и по таксонометрическому уровню (метаэтническая общность, этнос, субэтнос, этническая группа). Основным типом этнических общностей считается этнос, более дробные общности называются элементарными или микроэтническими, а общности, объединяющие несколько этносов — макроэтническими. Термины «этническая общность» и «народ» очень близки в этнографическом смысле.

### Этнические общности
В советской этнографии была выдвинута идея иерархии этнических общностей, связанная с тем, что один человек может принадлежать (причислять себя) одновременно к нескольким этническим общностям, одна из которых полностью включает в себя другую. Например, русский может считать себя донским казаком и одновременно славянином.
Эта иерархия такова:
- элементарные этнические единицы (микроэтнические единицы). К этому уровню, главным образом, относится семья — элементарная общественная ячейка, которой принадлежит немалая роль в воспроизводстве этноса. Так же к этому уровню можно причислить человека (этнофора) как непосредственного носителя этнических свойств.
- субэтнические подразделения и этнографические группы. Субэтносы занимают промежуточное положение между консорциями и конвиксиями с одной стороны и этносами с другой.
- основное этническое подразделение. Это и есть собственно «этнос».
- макроэтнические общности или метаэтнические общности — образования, охватывающие несколько этносов, но обладающие этническими свойствами меньшей интенсивности, чем включаемые в неё этносы. Выделяются следующие макроэтнические общности: метаэтнополитические, метаэтнолингвистические, метаэтноконфессиональные, метаэтнохозяйственные и т. д.

### Этнографические общности
В отличие от этнических общностей, принадлежность к этнографической общности людьми не осознаётся, и, следовательно, такие общности не имеют самоназваний, а выделяются в результате научных исследований.
- этнографическая группа
- историко-этнографическая область

## Иерархическая классификация этносов
В советской школе этнографии в русле дуалистической концепции этноса была принята следующая градация этносов в широком смысле (ЭСО), впоследствии эта градация была перенесена на этнос вообще:
- Род — группа людей, которая основана на кровных связях.
- Племя — этнос эпохи первобытно-общинного строя или периода его разложения.
- Народность — окончательно не сформировавшееся сообщество людей, объединённых общим пространством, культурой, языком и т. д., в котором ещё присутствуют значительные внутренние различия.
- Нация — в настоящее время чаще всего используемое понятие в этнографической литературе. Соответствует развитому индустриальному и постиндустриальному обществу с сильной самоидентификацией. При этом в советской этнографии было принято деление на социалистические и капиталистические нации, которое в результате крушения социалистической системы потеряло смысл.

## Этнос и нация
Между понятиями «этнос» и «нация» часто ставится знак равенства. В советской литературе, посвящённой этому вопросу, обычно уточняли, что нация — это не просто этнос, а высшая его форма, пришедшая на смену народности.
Тем не менее, некоторые исследователи чётко формулируют отличия нации от этноса, указывая на разную природу происхождения понятий «этнос» и «нация».
Так, для этноса, по их мнению, характерна устойчивость, повторяемость культурных образцов. В противоположность этому, для нации определяющим становится процесс собственного осознания на основе синтеза традиционных и новых элементов. При этом этнические идентификационные критерии: язык, быт и т. п. отходят на второй план.
У нации на первый план выходят те аспекты, которые обеспечивают надэтничность, синтез этнических, межэтнических и иноэтнических компонентов (политическая, религиозная и др.).
В энциклопедии «Народы мира» описывается неоднозначность термина «нация», и резюмируется: «Разнобой в употреблении слова „нация“ повсеместный. На уровне обыденного разговора это не страшно, ведь по смыслу понятно, о чём речь. Но в научном тексте такой разнобой недопустим.»

## Этнос и государственность
Этносы подвержены изменениям в ходе этнических процессов — консолидации, ассимиляции, экспансии и т. п. Для более устойчивого существования этнос стремится к созданию своей социально-территориальной организации (государства). Современная история знает немало примеров того, как различные этносы, несмотря на свою многочисленность, так и не смогли решить задачу социально-территориальной организации. К таковым можно отнести этнические группы евреев, палестинских арабов, курдов, разделённых между Ираком, Ираном, Сирией и Турцией.
Примеры успешной или неуспешной этнической экспансии — расширение Российской империи, арабские завоевания в Северной Африке и на Пиренейском полуострове, татаро-монгольское нашествие, испанская колонизация Южной и Центральной Америки.

## Этническая идентичность
Этническая идентичность — составная часть социальной идентичности личности, осознание своей принадлежности к определённой этнической общности. В её структуре обычно выделяют два основных компонента — когнитивный (знания, представления об особенностях собственной группы и осознание себя как её члена на основе определённых характеристик) и аффективный (оценка качеств собственной группы, отношение к членству в ней, значимость этого членства).
Одним из первых развитие у ребёнка осознания принадлежности к национальной группе исследовал швейцарский учёный Ж. Пиаже. В исследовании 1951 года он выделил три этапа в развитии этнических характеристик:
1) в 6 — 7 лет ребёнок приобретает первые фрагментарные знания о своей этнической принадлежности;
2) в 8 — 9 лет ребёнок уже чётко идентифицирует себя со своей этнической группой на основании национальности родителей, места проживания, родного языка;
3) в младшем подростковом возрасте (10 — 11 лет) этническая идентичность формируется в полном объёме, в качестве особенностей разных народов ребёнок отмечает уникальность истории, специфику традиционной бытовой культуры.
Внешние обстоятельства могут заставить человека любого возраста переосмыслить свою этническую идентичность, как это произошло с жителем Минска, католиком, родившимся в пограничной с Польшей Брестской области. Он «числился поляком и считал себя поляком. В 35 лет поехал в Польшу. Там убедился, что с поляками объединяет его религия, а в остальном он белорус. С этого времени осознает себя белорусом» (Климчук, 1990, с. 95).
Формирование этнической идентичности часто является достаточно болезненным процессом. Так, например, мальчик, родители которого переехали в Москву из Узбекистана ещё до его рождения, говорит по-русски в семье и школе; однако в школе из-за азиатского имени и смуглого цвета кожи получает обидное прозвище. Позднее, осмыслив эту ситуацию, на вопрос «Кто ты по национальности?» он может ответить «узбек», а, может быть, и нет. Сын американца и японки может оказаться изгоем в Японии, где его будут дразнить «длинноносым», и в США, где его будут дразнить «маслоедом». В то же время у ребёнка, выросшего в Москве, родители которого идентифицируют себя как белорусы, скорее всего, таких проблем вообще не возникнет.
Выделяют следующие измерения этнической идентичности:
- моноэтническая идентичность со своей этнической группой, когда у человека преобладает позитивный образ своей этнической группы при позитивном отношении к другим этносам;
- изменённая этническая идентичность человека, живущего в полиэтнической среде, когда чужая этническая группа расценивается как имеющая более высокий статус (экономический, социальный и т. п.), чем своя. Это характерно для многих представителей национальных меньшинств, для иммигрантов во втором поколении (см. также статью ассимиляция (социология));
- биэтническая идентичность, когда человек, живущий в полиэтнической среде, владеет обеими культурами и осознаёт их как одинаково позитивные;
- маргинальная этническая идентичность, когда человек, живущий в полиэтнической среде, не владеет в достаточной мере ни одной из культур, что приводит к внутриличностным конфликтам (ощущение неудачливости, бессмысленности существования, агрессивность и т. д.);
- слабая (или даже нулевая) этническая идентичность, когда человек не относит себя к какому-либо этносу, а декларирует космополитическую идентичность (я — азиат, я — европеец, я — гражданин мира) или гражданскую идентичность[20] (я — демократ, я — коммунист).

### Этническая идентичность в рамках институционального подхода
Институциональный подход позволяет проследить взаимосвязь идентичности и правил поведения. С институциональной точки зрения идентичность является алгоритмом селекции правил выбора тех или иных предпочтений. Этническая идентичность рассматривается как социально осознанный выход из ситуации институциональной неопределённости, когда одновременно социальный агент должен следовать правилам и нарушать, по крайней мере, некоторые из них. Институциональные особенности этнической идентичности состоят в том, что индивиды могут довольно свободно и, как правило, без негативных последствий нарушать принятые правила в области использования языка, культурных традиций, религиозных верований и пр., не ставя под сомнение свою принадлежность к этногруппе. Другие формы социальных идентификаций (например, профессиональная), как правило, ограничивают возможности индивидов по нарушению или интерпретации правил поведения. Устойчивость многих этноидентификаций (например, русской, армянской и пр.) состоит в их институциональной слабости: довольно легко оставаться в составе этногруппы, которая толерантна к институциональным девиациям. Если достаточно большая группа людей предпочтёт использовать в повседневном поведении схожие отклонения (институциональные исключения) от привычных для этногруппы правил поведения, может сформироваться субэтническая идентичность. В этом случае первоначальные отклонения в социальном поведении (например, использование языкового патерна, отличающегося от языка, используемого в «прежней» этнической группе) становятся основой для новой идентификации, и индивиды будут оцениваться в зависимости то того, соблюдают ли они новые нормы поведения или нет. Таким образом, на формирование идентичности влияет институциональный распад правил этнического поведения.

Графически процессы институционального воспроизводства этнической идентичности можно представить в виде следующей схемы: